# 敬満神社

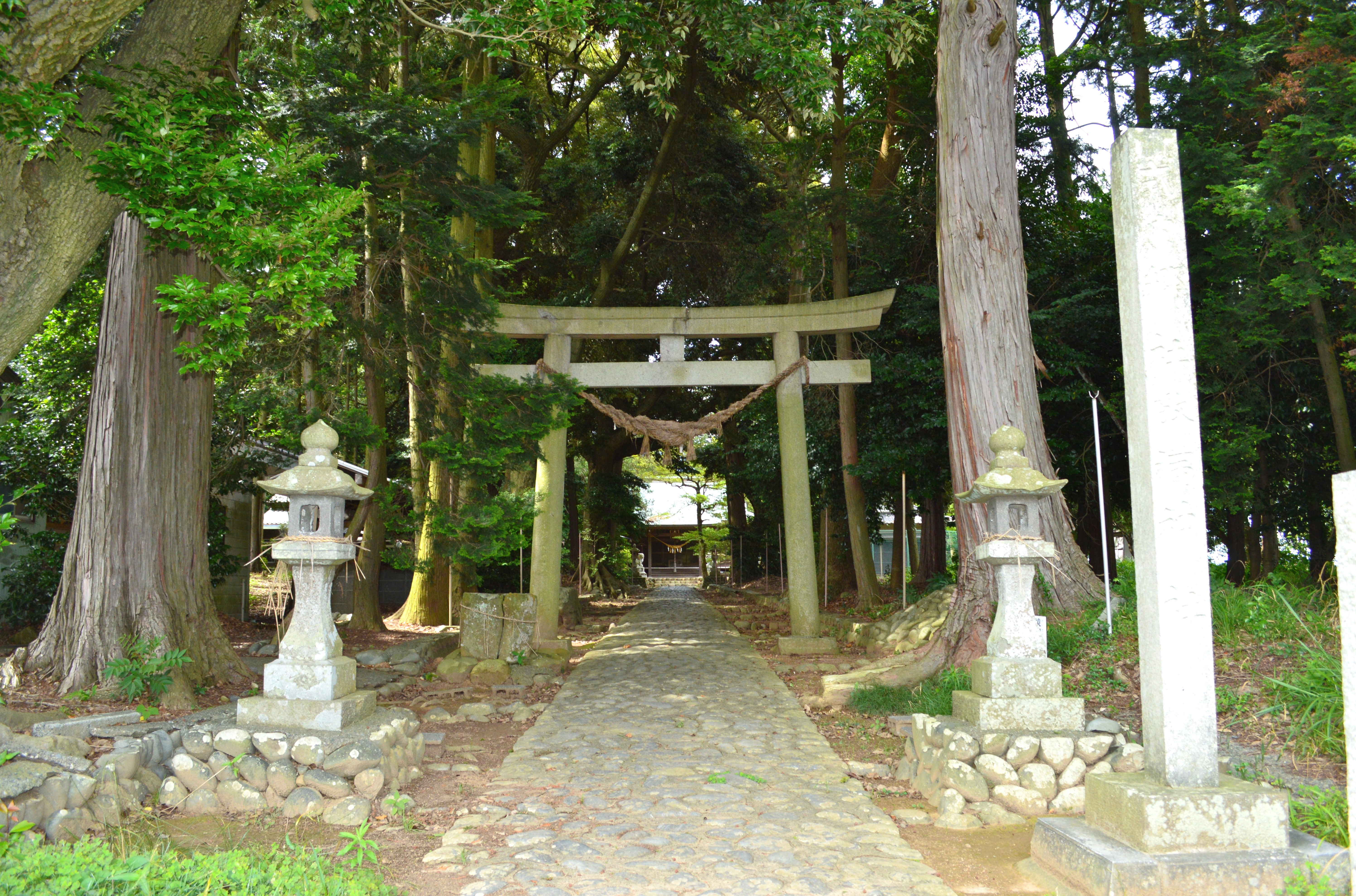
鳥居

敬満神社（けいまんじんじゃ/きょうまんじんじゃ）は、静岡県島田市阪本にある神社。式内社（名神大社）で、旧社格は郷社。

## 祭神
現在の祭神は次の9柱。
主祭神
- 敬満神（きょうまんしん/けいまんしん）

相殿神
- 少彦名命（すくなひこなのみこと）
- 天照皇大神（あまてらすすめおおみかみ）
- 速須佐之男尊（すさのおのみこと）

合祀神
- 建御名方命（たけみながたのみこと） - 明治7年（1874年）合祀の諏訪神社祭神。
- 事代主命（ことしろぬしのみこと） - 同じく合祀の諏訪神社祭神。
- 阿遇突知命（かぐつちのみこと） - 同年合祀の愛宕神社祭神。
- 御食都神（みけつかみ） - 同年合祀の三狐神社祭神。
- 高皇産霊神（たかみむすびのかみ） - 同年合祀の天神社祭神。

祭神は『日本文徳天皇実録』では「敬満神霊」と見えるが、伴信友が『蕃神考』で主張して以来、その素性を秦氏遠祖の功満王に比定する説が知られる。この功満王は、『新撰姓氏録』によると秦の始皇帝三世孫の孝武王の子、かつ融通王（弓月君）の父とされる伝承上の人物で、仲哀天皇8年に渡来したという（ただし『日本三代実録』では出自・渡来時期の異伝を載せる）。功満王説では「敬満」が「功満」に比定され、また『続日本後紀』に遠江国蓁原郡の人として見える「秦黒成」の存在から、当地一帯に居住した渡来系氏族の秦氏がその氏神を祀ったものと想定する説がある。
近世頃から祭神は文献に少彦名命と記されるようになり、明治以降も少彦名命説を踏襲していたが、昭和13年（1938年）に現在の「敬満神」に訂正された。なお、一帯では現在までに
- 敬満大井神社（榛原郡川根本町千頭）
- 鏡満神社（焼津市西島）
- 敬満神社（榛原郡吉田町大幡の八幡神社に合祀）

の関係社3社の分布が知られ、これらは敬満神社（当社）からの分祀とされる。

## 歴史

### 創建
創建について、社伝では垂仁天皇（第11代）26年のこととするが、詳らかではない。前述の通り、当地一帯に居住した渡来人の秦氏がその氏神を祀ったことに始まるとする説がある。
鎮座地の変遷も詳らかでなく、『神名帳考証』では古くは大井川付近にあったが水害により現在地に移転したとする。棟札からは、少なくとも慶長2年（1597年）には現在地に鎮座するものとされる。一方、境内の北約90メートルの地から平安時代頃と見られる経塚が発見されたことから、古代の鎮座地も現在地付近に推測する説がある。
敬満神社周辺では、愛宕塚古墳（島田市指定史跡）などから成る谷口原古墳群の分布が知られる。この古墳群はかつては100基以上から成ったともいわれる古墳時代後期の古墳群であるが、当地ひいては牧之原台地は弥生時代から古墳時代前半までの遺跡・古墳がほとんど知られない地域になる。古墳群は6世紀中頃から突然築造され始めることから、考古学的にも大井川北岸（対岸）の伝統的な在地勢力とは異なる渡来系勢力の進出が想定されている。なお、遠江国蓁原郡（榛原郡に同じ）の郡衙所在地は知られていないが、敬満神社付近に推測する説がある。

### 概史
六国史では、仁寿3年（853年）に「敬満神霊」が名神に預かったという記事のほか、貞観2年（860年）に「敬満神」の神階が従四位下から正四位下に昇叙された旨の記事が記載されている。遠江国における神階は、従四位上の小国神社（周智郡森町、遠江国一宮）や芽原川内神社（比定論社2社）を上回る最高位になる。
延長5年（927年）成立の『延喜式』神名帳では遠江国蓁原郡に「敬満神社 名神大」と記載され、名神大社に列している。同帳では「敬満」の読みは「キャウマノ」または「京マン」と振られる。その後の中世期の変遷は明らかでない。
天正年間（1573年-1593年）には、掛川藩主の山内一豊から社領寄進があったという。また江戸時代には、幕府の命で伊奈忠次から社領寄進があったほか、元禄年間（1688年-1704年）に除地として6石3斗が寄進された。この頃には、「敬満大菩薩（鏡満大菩薩）」とも称されていた。
明治維新後、明治6年（1873年）に近代社格制度において郷社に列した。明治7年（1874年）には近隣の諏訪神社・愛宕神社・三狐神社・天神社を合祀。明治44年（1911年）には神饌幣帛料供進神社に指定された。昭和21年（1946年）1月には県社の資格がある旨の認定があったが、その年の2月に社格制度は廃止された。

### 神階
- 仁寿3年（853年）11月27日、名神に預かる （『日本文徳天皇実録』）[原 1] - 表記は「敬満神霊」。
- 貞観2年（860年）1月27日、従四位下から正四位下 （『日本三代実録』）[原 6] - 表記は「敬満神」。

## 境内

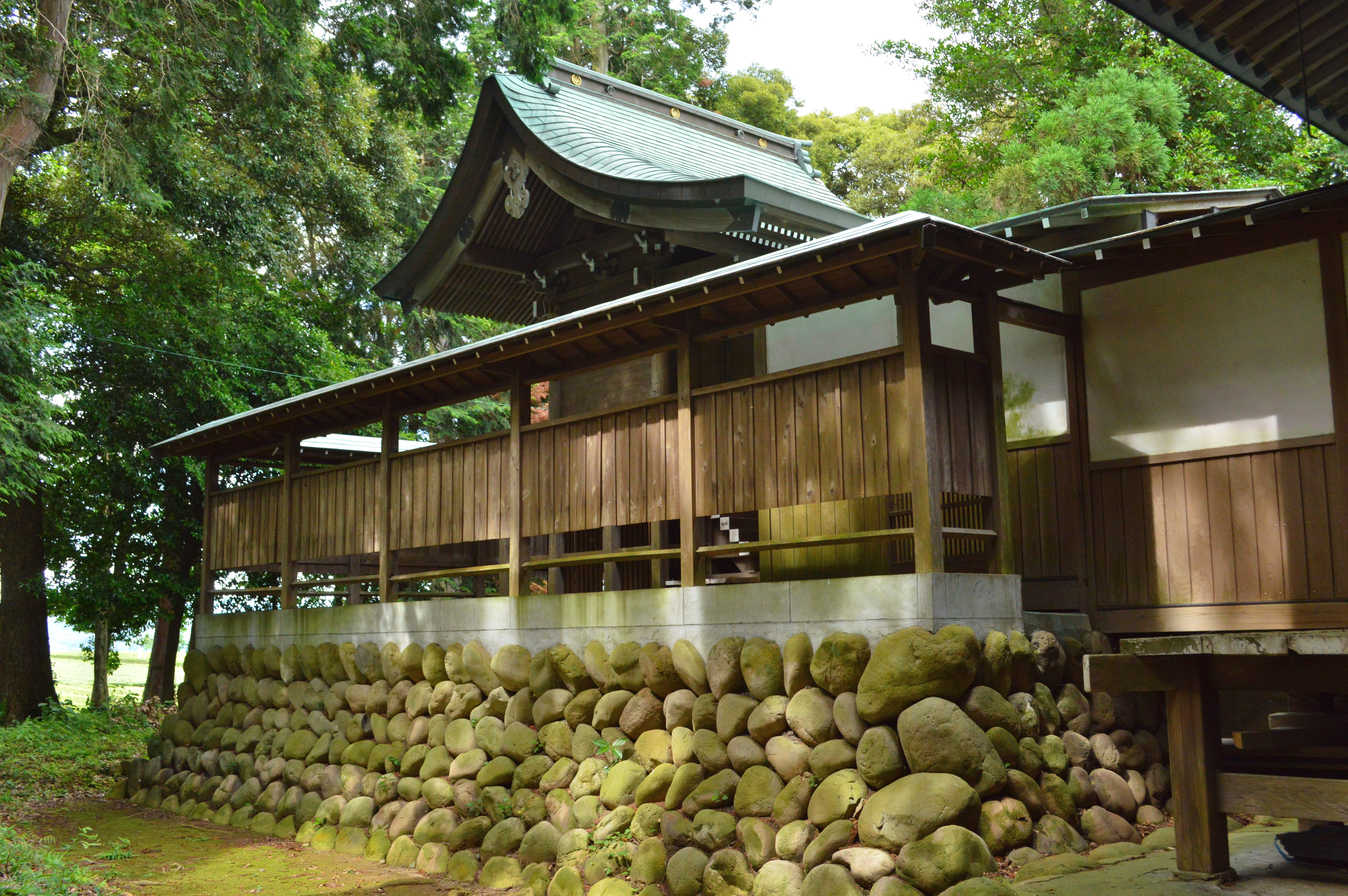
本殿

本殿は天保3年（1832年）の造営。一間社流造で、屋根は銅板葺。拝殿は入母屋造で、屋根は同じく銅板葺。

## 摂末社

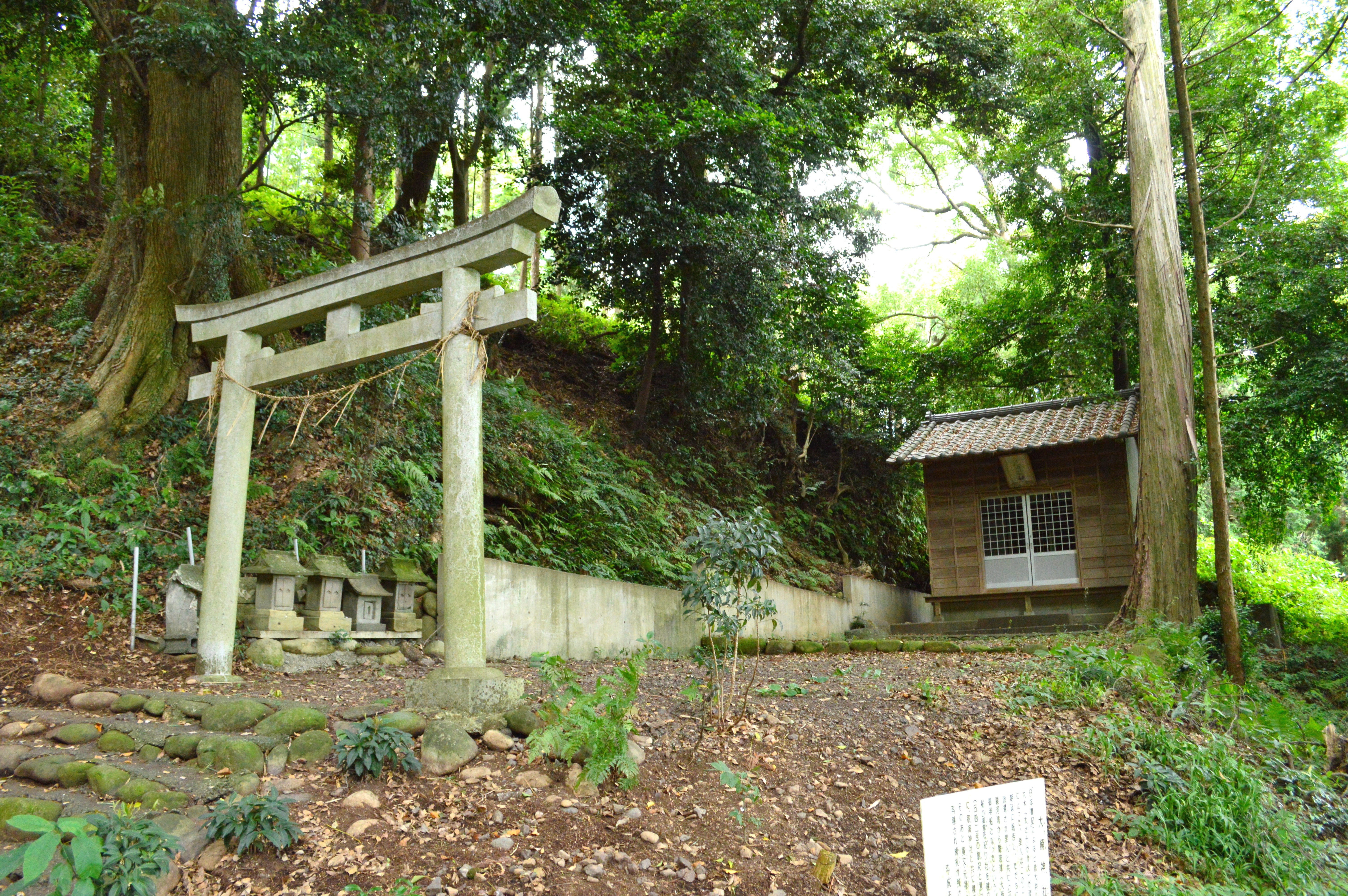
大楠神社

境内社
- 水神社
  - 祭神：市杵島比売命[10]

境外社
- 大楠神社（おおくすじんじゃ）
  - 鎮座地：島田市阪本（北緯34度49分3.57秒 東経138度12分27.29秒 / 北緯34.8176583度 東経138.2075806度）
  - 祭神：大己貴命[10]
  - 社格：式内社「大楠神社」、旧村社

敬満神社の東約350メートルの地に鎮座する。祭神に関して『遠江国風土記伝』では、大楠神社と敬満神社を茨城県の大洗磯前神社と酒列磯前神社に擬し、前者祭神を大奈母知神（大己貴神）、後者祭神を少比古名神（少彦名神）に比定する説を挙げる[10]。
この大楠神社に関しては、『日本書紀』仁徳天皇62年条[原 7]との関連が指摘される。同条では遠江国司の奏上の中で、大樹が大井河（大井川）を流れてきて川の湾曲部に止まったので、倭直吾子籠が遣わされて船を造り、それを難波津へ運んだという。そして、この記事に見える「大樹」をクスノキと見て、その神霊を祀ったのが大楠神社にあたると推測される[11][12][10]。『和名抄』によると駿河国蓁原郡に「船木郷」が存在することから、一帯が古代の造船所であった可能性も合わせて指摘される[12]。
大楠神社社伝では、欽明天皇3年（542年?）の創建とする[11][10]。『延喜式』神名帳では、敬満神社と同じ蓁原郡に式内小社として記載されている[10]。明治6年（1873年）に村社に列し、明治44年（1911年）に敬満神社と合併し敬満神社の境外社となった[10]。現在は小祠を残すのみとなっている。

## 現地情報
所在地
- 静岡県島田市阪本4054-1

周辺
- 谷口原古墳群

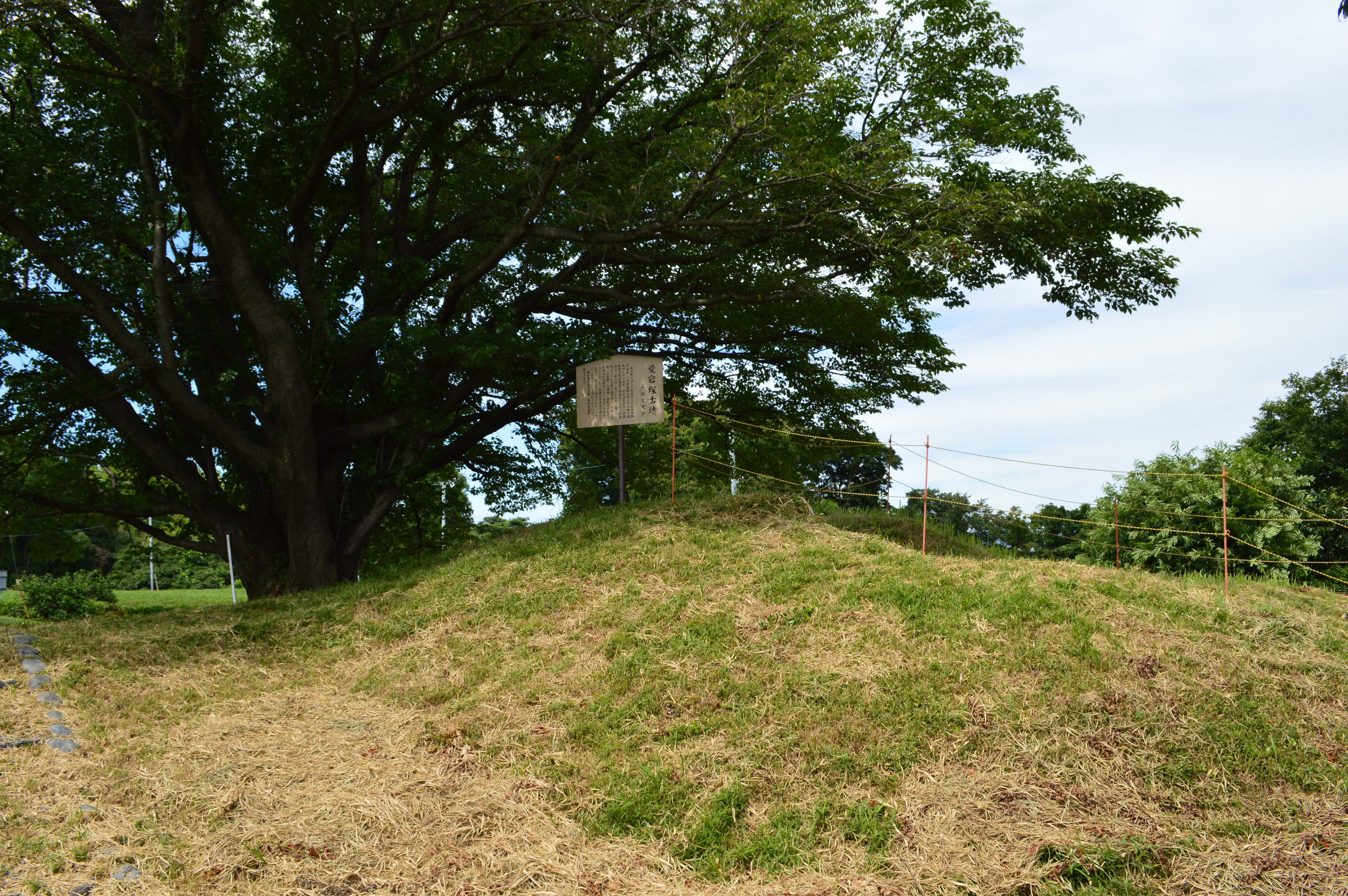
愛宕塚古墳
（島田市指定史跡）

  - 愛宕塚古墳 - 墳丘長21.5メートルの前方後円墳で、谷口原古墳群中では最大規模。島田市指定史跡。
- 蓬萊橋